# Cabo Blanco (Santa Cruz)
Cabo Blanco es un paraje del departamento Deseado en la provincia de Santa Cruz en la República Argentina. Aunque hoy esta casi deshabitado, a principios del siglo pasado se constituyó como un importante poblado que incluso compitió con Puerto Deseado como puerto más importante de esta zona.

## Toponimia
El poblado tomó su nombre del accidente costero contiguo que fue bautizado por Magallanes en 1520 con el actual nombre. El nombre se debió a que los morros rocosos se encontraban cubiertos de guano. Luego su uso en las cartas náuticas de la época con el nombre de Cabo Blanco fue habitual. No obstante, en un principio los primeros habitantes del cabo fueron los aborígenes tehuelches que denominaron el lugar como Yenk Aike que se traduce como vigía del mar.
Cuando en 1902 se inauguró la oficina del correo esta fue nombrado Puerto Cabo Blanco. Sin embargo, la localidad no adoptó esta denominación.

## Acceso
El paraje se halla a 88 kilómetros de Puerto Deseado. El acceso se realiza tomando la Ruta Nacional N.º 281. Más adelante se toma a la derecha por la Ruta Provincial N.º 14 y luego la Ruta Provincial N.º 91. Aunque gran parte del camino es de ripio el mismo cuenta con un mantenimiento regular y se halla afectado por inclemencias climáticas de la zona. En sus últimos kilómetros se vuelve una huella de greda que se constituye un desafío para vehículos normales.

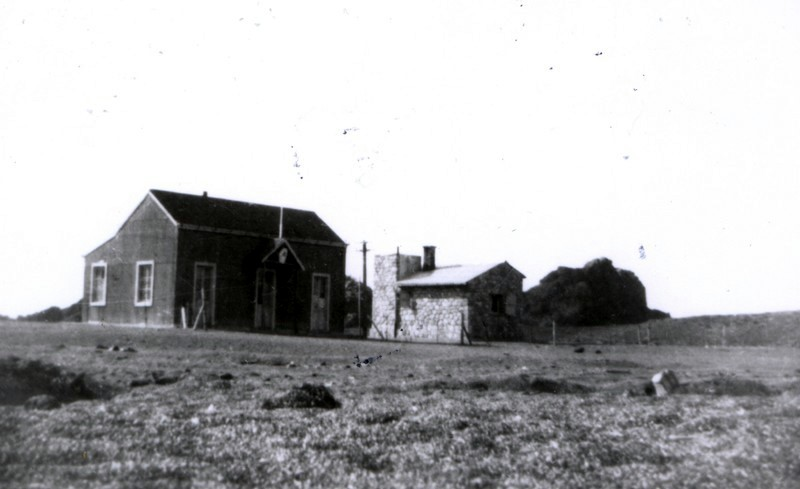
Casas Correo de Cabo Blanco a principio del siglo pasado.

## Historia
El poblamiento de Cabo Blanco comenzó con los pueblos originarios. Como vestigio de esta ocupación que fueron encontrados  boleadoras, anzuelos, puntas de flechas y arpones de hueso. Se estima que estos grupos primitivos posiblemente sean los antepasados de los grupos indígenas que encontraron los primeros colonizadores europeos.
Se estima que en 1422 aproximadamente llegó una expedición china, del almirante Zheng He, a estas costas. Desde entonces, tras el descubrimiento de América, varios navegantes exploraron el sur en busca de un paso que los llevara a las Molucas. Gracias a estos intentos se fue descubriendo la costa patagónica. Para 1520 ya figuraba en las cartas náuticas con su nombre actual.  

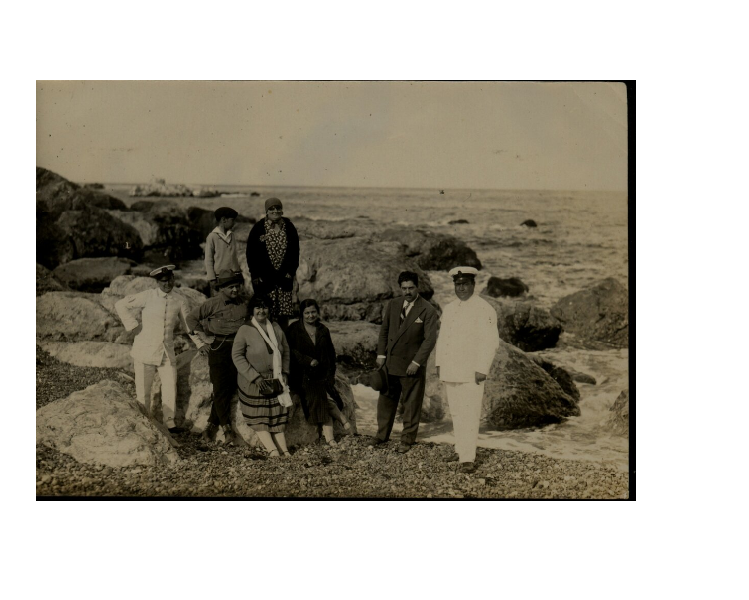
El jefe del correo y el del faro de Cabo Blanco con sus respectivas Familias.

El lugar se halla próximo de donde existe un sistema de grandes salinas cercanas tierra adentro del Cabo Blanco. En los años previos a los frigoríficos la sal era muy útil para la preservación de la carne, producción de quesos y pieles de ovinos. Además, los productos derivados de lobos marinos y elefantes marinos también eran salados para presérvalos. Ante tal potencial, en 1888 fue pedida la mensura de una mina de sal en la salina cercana. En 1899 Don Miguel Martínez obtuvo la concesión para dos terrenos dentro de grandes salina. En 1901 se iniciaron los sondeos para la explotación del mineral. Los estudios estimaron reservas profundas en entre 15 y 40 millones de toneladas. 
En agosto del mismo año, el ministro de Marina se comunicó a la Dirección General de Correos para que se tuviera en cuenta las ventajas de la instalación de una línea telegráfica en cabo Blanco. Su objetivo era crear una red que se extendiera desde General Conesa a Cabo Vírgenes toque Cabo Blanco. Para complementar los objetivos estratégicos, se anunció la instalación de un faro y un semáforo por su significativa ubicación geográfica.

Su oficina de Correos y Telégrafos fue inaugurada el 2 de enero de 1902 con el nombre de "Puerto Cabo Blanco". Consistió de una casilla de cinco piezas, de cuatro por cuatro metros cada una, con doble forro de madera y su exterior con cinc canaleta; pintado en su exterior de color gris y en el interior con dos manos de aceite y una de barníz. Además, separada, una cocina de tres por tres metros, de cinc canaleta. Al comienzo estuvo a unos 2.000 metros al sur del cabo. Posteriormente, meses después se la trasladó al puerto de la caleta Sur, donde llegaban los barcos y se producía todo el movimiento comercial. Se le asignó la señal de llamada telegráfica "CÁ". Por la lejanía de los centros donde aprovisionarse,  al personal le dejaron víveres secos y  una majada de 4 carneros y 200 ovejas, para alimentarse con su carne. Luego los primeros días de enero arribó procedente de Buenos Aires el "Santa Cruz", trayendo personal y elementos necesarios para explotar la nueva salina, como también postes para continuar el tendido de la línea telegráfica al sur. Desde hacía tiempo eran conocidas las salinas existentes en la zona, cuya explotación comercial la inició Sebastián Gaibisso con sus socios en 1902, y poco después se hizo cargo la "Companía de las Grandes Salinas", perteneciente a Lucio Parmeggiani y Cía. de Buenos Aires. Gracias a esto, se inició la extracción por L. Parmiggiani y Cía. bajo el título de Compañía de las Grandes Salinas de Cabo Blanco. La Salina Cabo Blanco se emplaza sobre una depresión de 900 hectáreas. El clima desértico característico de esta región favorece la evaporación de las aguas de lluvia o de las napas subterráneas que afloran en la superficie de la laguna. Este proceso termina formando las “salinas de cosecha”. Su extracción se hace en época seca y armando pilas para su secado. La compañía se valía de carros para arrimar la sal a las cercanías del ferrocarril de troncha angosta que transportaba la sal al muelle de Cabo Blanco. Finalmente, desde allí era salía en transporte naval.El 14 de septiembre de ese mismo año el diario La Prensa publicó que la cantidad extraordinaria de lobos marinos acosaba a los pobladores que inundaban el lugar. Añadía que todas las mañanas el empleado de la oficina de telégrafos, al abrir el despacho se veía en la obligación de matar a tiros varios de aquellos anfibios, para que los demás despejaran la entrada. El primer nacimiento registrado en Cabo Blanco (jurisdicción de Pto. Deseado) corresponde a Juan Ignacio, nacido el 24 de octubre de 1904, hijo de Dn. Luis Chariaud Racayte y Dña. Maura Vergara, del mismo modo ocurre con el primer matrimonio que se registra allí, el día 1º de marzo de 1908, siendo los contrayentes Tamburini, Miguel de 24 años c/ Chariaud, Maura Luisa de 17 años.

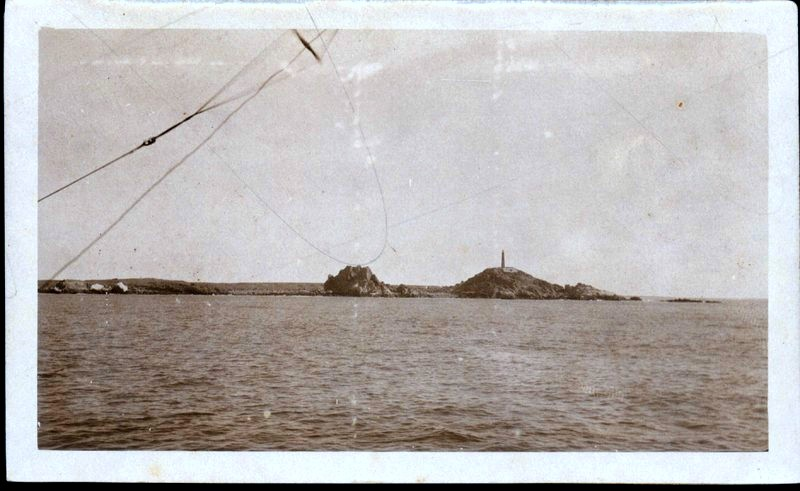
Fotografía del Faro de Cabo Blanco tomada desde un buque.

A comienzos del siglo XX se formó un pequeño poblado a partir del asentamiento generado por la explotación de las salinas cercanas. Para la explotación del recurso la compañía de las Grandes Salinas de Cabo Blanco construyó el Ferrocarril Salinero de Cabo Blanco. El mismo detentaba unos 5.6 km de extensión y trocha de 60 cm. El ramal se dedicó actividades de cargas industriales poseía una terminal en la salina y un embarcadero en Cabo Blanco. La producción fue muy importante, según informes de la época se llegó a cargar hasta 3.000 ton. de sal en cada barco. Sin embargo, para 1930 esta sal bajó la demanda de sal mundialmente y la compañía se retiró del lugar definitivamente. Para 1902 se inició la extracción L. Parmiggiani y Cía. bajo el título de Compañía de las Grandes Salinas de Cabo Blanco. El impulso de la industria hizo crecer al pueblo Cabo Blanco. La comunidad contó con pensiones para los obreros, una casa de correo, un juez de la paz, una comisaría y una escuela. No obstante, fue descripto como un rincón anárquico, con informes de homicidios y ataques en La Prensa y La Nación.
La explotación de la salina generó trabajo para 100 personas y tanto movimientos de barcos, que llegó a tener más importancia que Puerto Deseado en un momento y la gente de Deseado tuvo que viajar a Cabo Blanco para tomar el barco. En los primeros años, también sirvió de puerto para cargas y pasajeros a lugares cercanos como Mazaredo, unidos además por un correo a caballo desde 1902; y también, más de una vez a Puerto Deseado, cuando algunos barcos pasaban de largo, y resultaba más seguro ascender en Cabo Blanco, pues a los vapores les convenía económicamente hacer esta escala. Además de los barcos, en 1906 también quedó establecido un transporte de correspondencia de correo a caballo con Puerto Deseado. Años después lo reemplazó una mensajería automóvil con tres viajes mensuales, servicio que continuó hasta la clausura de la oficina postal de Cabo Blanco. No obstante, al estar culminado el Ferrocarril Puerto Deseado a Colonia Las Heras la competencia se hizo más dura por la traza elegida, motivo de críticas porque los primeros 200 kilómetros. avanzaron casi paralelos al mar, compitiendo desfavorablemente con este puerto y los de Caleta Olivia y Mazaredo. Pese a ello, a los ganaderos les continuó resultando más económico sacar su producción lanera por estos puertos algunos años más.   

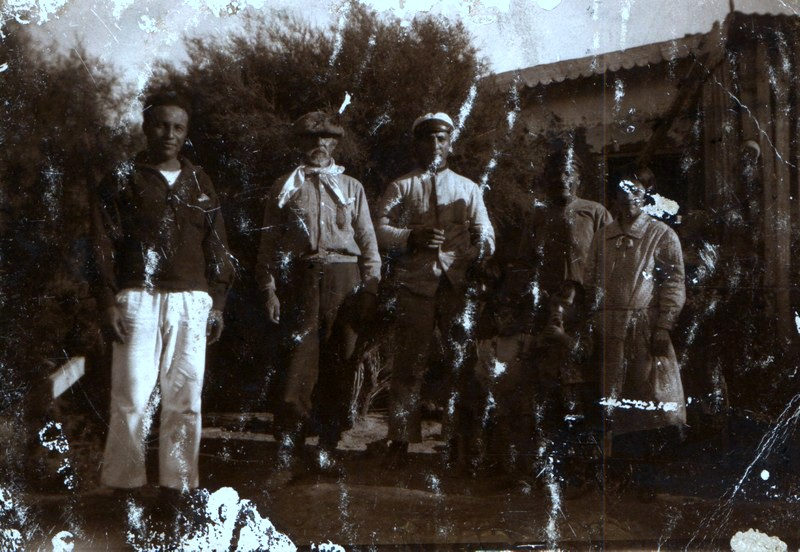
Familia y casa de Cabo Blanco

En 1915 el pequeño ferrocarril tuvo su mayor trabajo al colaborar con la construcción del Faro Cabo Blanco. Siendo crucial para el desembarco su muelle y transporte de los materiales hasta el pie del morro donde se erigiría la estructura. Para esto, fueron transportados los elementos desde el sitio de desembarque a una distancia de 650 metros, hasta el pie del morro, por la vía ferroviaria. Una vez en la base del accidente, y ante la configuración empinada del terreno, desde allí hasta el sitio de construcción del faro fueron trasladados los materiales por alambre-carril de 80 metros de largo. Además, los galpones de la compañía fueron prestados para guardar los materiales para la obra del faro y posterior utilización. La gran obra que fue terminada 2 años después y se terminó trasladando: 110.000 ladrillos de forma trapezoidal para la torre del faro, 86.900 ladrillos comunes para la casa y 40.000 kilos de cemento porlant. Luego de concluida la obra los galpones de la compañía fueron devueltos a su condición preexistente a la obra.
El 25 de abril de 1918 se solicitó una nueva mensura para la ampliación de las instalaciones del faro sobre terrenos en la caleta Sud del Cabo Blanco presentando un plano al Ministerio de Agricultura a cargo de Honorio Pueyrredón. Sin embargo, la solicitud recién se concretó el 30 de enero de 1923 cuando el Ministerio de Agricultura concretó con la adjudicación de 45 hectáreas aproximadamente, con destino al servicio del faro mediante decreto firmado por el presidente Torcuato de Alvear y T. A. Le Bretón. El  9 de septiembre de 1923 se labró el acta de toma posesión de esas tierras. De este modo, el entonces pueblo tomó la nueva configuración al limitar las tierras del faro al norte, al este y al Sur, y al oeste con las tierras adjudicadas a la Sociedad Anónima Grandes Salinas de Cabo Blanco, firmando esta Acta Adolfo Western, torrero jefe de faros, Ernesto Martínez, administrador de las Salinas y Ángel Gaveta, jefe de la oficina de Correos. Como resultado, se dejó constancia que unas pequeñas quintas y el cementerio quedan dentro de los terrenos de la Marina.El 9 de noviembre de 1923 la nueva mensura se confirmó con un plano de los terrenos del faro y el jefe del faro Adolfo Western confirmó con tinta roja el cementerio y las quintas, señalando que “el primero se encuentra a 200 metros aproximadamente al Sur del Faro y está alambrado con alambre de hierro galvanizado en mal estado, en un perímetro de 20 por 20 metros. Las quintas están al Sur del Faro a 700 metros la primera de 7  metros por 5 metros con cerco de madera rústica y la otra a 750 metros con un tamaño de 13 metros por 6 metros con cerco de madera rústica y chapas de zinc. Recién en septiembre de 1958 el agrimensor Roberto Sahade hizo la mensura delimitando sus terrenos con los del faro y la salina. Esto indica que los propietarios de la compañía conservaron por lo menos un tiempo más sus tierras tras el cierre de sus operaciones.

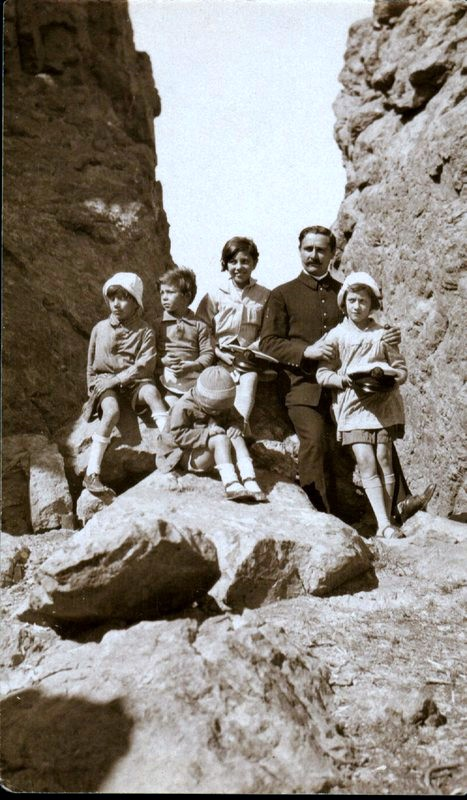
Retrato de Familiar en Cabo Blanco

En el censo de Territorios Nacionales realizado en 1920 figuraron censadas 33 personas que habitaban en el ámbito rural en torno a la localidad.Mientras que otras fuentes afirman que el poblado llegó a detentar 200 habitantes. En su mayor momento se instalaron almacenes, ferreterías, correo privado y viviendas para los trabajadores de la mina de sal.Precisamente, su primer asentamiento fue el correo que comenzó casi en simultáneo con la explotación den la salina. Entre los trabajadores y pobladores sobre salió José Font quien tuvo su primer trabajo en la salina. Años después, sería conocido como Facón Grande y tendría papel destacado en los hechos de la Patagonia rebelde.
La explotación de la salina generó tanto movimientos de barcos, que ostentó más importancia que Puerto Deseado en un momento y la gente de Deseado tuvo que viajar a Cabo Blanco para tomar el barco. En su apogeo el poblado detentó: la administración de la compañía, dos edificios del correo, galpones de las grandes salinas donde se embolsaban la sal, galpones ferroviarios, la fonda de Anyeles, la fonda de Pérez, la comisaría (apertura junio de 1908 por peleas de los peones), registro civil, juzgado de paz, la casa de los ganaderos Jenkis y Fasioli, posta de pastal claro y el almacén de Sepúlveda, todas las instalaciones que tenía el faro, dos quintas muy grandes y entre las rocas una quinta más chica de Torremocha que proveía de verduras. Los últimos datos de esta población fueron suministrados por una guía de Puerto Deseado del año 1942 con datos posibles de 1940/1941 o anteriores. En esta guía se afirma que funcionaba un aula de escuela presumiblemente en la casa de la administración del correo que era la casa más grande, de once habitaciones y que luego se quemó. Esto concuerda con la información suministrada por al jefe del Servicio de Hidrografía Nava en octubre de 1941:próximo al Faro se hallaban ubicados una oficina de Correos y Telégrafos y las instalaciones de la explotación de la salina y un puesto de policía, en forma tal que los guardianes destacados tenían a su alcance los recursos para efectuar comunicaciones o recabar elementos de auxilio en caso de emergencia. En cuanto al cobro de haberes y aprovisionamiento de víveres se efectuaba en Puerto Deseado salvando la distancia con un sulky. Por lo que el pueblo iría desapareciendo a lo lardo de los años 1940. Las últimas personas que vivieron en la zona costera del pueblo fueron los empleados del correo. Este se mantuvo activo desde 1923, en la vieja casilla de madera que luego fue reemplazada por un edificio de material que funcionó hasta su clausura, por escaso movimiento el 17 de junio de 1974.
A pesar de su gran producción, la empresa terminó operaciones cerca 1930. Esto se adujo al difícil reclutamiento de obreros para un lugar tan aislado; un costoso flete por vía marítima hasta el norte y la irrupción de la refrigeración de la carne ovina que se hizo industrial despojó a la sal de rentabilidad.
Al declinar la actividad económica en la zona se cambiar a Puerto Deseado el sitio de embarque de la producción lanera de las estancias vecinas dedicadas a la cría de ovejas, el lugar fue quedando deshabitado, casi sin  movimiento. El correo sobrevivió algunos años más. Sin embargo, pronto perdió trascendencia al carecer de población significativa y el abandono de la línea telegráfica a su cuidado. Además, en un plan de modernización para agilizar la trasmisión de telegramas, el telégrafo fue  reemplazado por un circuito de teletipo entre Puerto Deseado y Comodoro Rivadavia, utilizando otra vía
En 1937 se creó mediante decreto por el gobierno nacional la reserva natural de Cabo Blanco con el objetivo de para proteger la fauna que habita en esa área natural. Posiblemente, ya el pueblo estuviera casi deshabitado. Con la decisión del gobierno nacional de proteger estos animales se logró la recuperación de los lobos marinos de dos pelos.

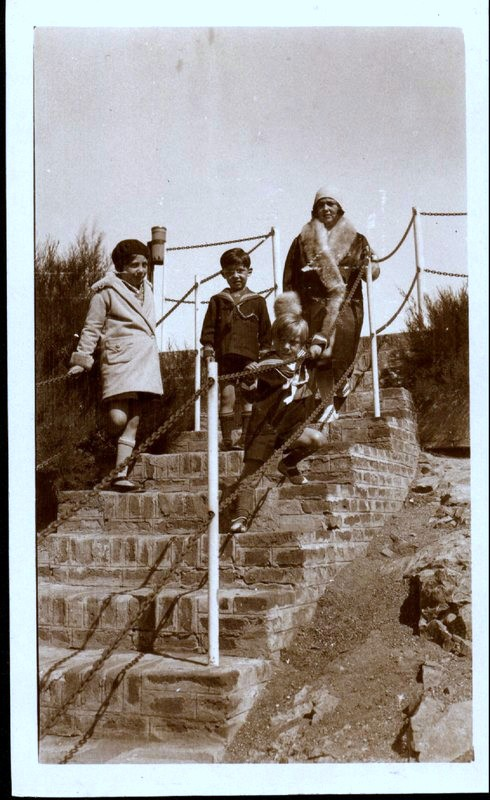
Antiguos pobladores en las escaleras del faro

Por todo esto, se dispuso su clausura definitiva de la oficina del correo el 17 de diciembre de 1973 concretada el 17 de junio siguiente.
Cabo Blanco fue declarada, por decreto provincial  N.º 1561 de 1977, Reserva Natural, para preservar el ámbito natural, flora y fauna, en especial al lobo marino de dos pelos, que ya gozaba de protección desde 1937. La razón  de la declaración es que sus playas aun sirven de apostadero a leones marinos, y es criadero a tres diferentes variedades de cormoranes.
Luego de clausurada la oficina de correo, la Armada Argentina solicitó autorización al Correo para ocupar los edificios y dar alojamiento a una familia del personal del faro. Esto explica su conservación optima hasta hasta alrededor de 1998. Una vez abandonados los edificios se intentó darles otros destinos, pero no prosperó ni siquiera que sean oficinas del encargado de la Reserva Natural o un pequeño museo, 
Desde abril de 2003 las pocas edificaciones ya se veían depredadas por falta de puertas, ventanas y destrozos en su interior. 
Actualmente, quedan pocos vestigios del poblado como dos viviendas que pertenecieron al correo, la casa de Olivera y su cementerio que fue restaurado por los serenos del faro en años recientes. En tanto, la población que vive en la zona rural adyacente aun se dedican a la ganadería ovina; estos ejemplares vagan por inmediaciones donde estuvo el pueblo. Por otro lado, aun prevalecen en la zona restos de ladrillos de la fábrica Ctibor, que se utilizaron en algunas construcciones locales.
El faro continúa en funcionamiento. La Armada pudo solucionar el problema de personal y automatización que fue resuelto en 1993 cuando se instalaron los paneles solares para automatizar el funcionamiento de la señal. Esto permitió reducir el personal a solo 2 militares estables con cambio de guardia los mismos custodian los bienes de la Armada y cumplen funciones de custodios del mantenimiento del faro y de los paneles solares. Sin embargo, sobre el peñón no hay agua potable, tendido eléctrico, señal de celular, igual que hace medio milenio, cuando lo avistó el navegante portugués Hernando de Magallanes, el adelantado. Esto vuelve al faro de Cabo Blanco uno de los más aislados de la Argentina.
El área del cabo Blanco, así como el faro de la Armada Argentina, constituyen un atractivo turístico de importancia para la gente de la zona, especialmente de Puerto Deseado (ciudad localizada a 60 km de distancia). Es un lugar común de acampe y para realizar asados. También, recibe la visita de turistas internacionales. Su singular geografía hace la ilusión que el golfo San Jorge con su silueta parece darle un rodillazo al océano Atlántico y quedar en línea recta a sólo 535 kilómetros de las islas Malvinas.
Pese a los años de abandono y olvido el potencial del área para producción de sal no se olvido y en 2010 recayó una propuesta concreta para darle valor a este yacimiento. La propuesta incluyó además del estudio de una empresa, la labor de estudiantes de la Facultad de Ingeniería de la Universidad Nacional de Mar del Plata. Para los estudios se hicieron muchas perforaciones, extrajeron mineral e hicieron todos los estudios de ambiente. No obstante, se encontró la problemática del punto de equilibrio de la rentabilidad requería una inversión inicial bastante grande para la explotación, con una amortización rápida. El proyecto incluía generar tres productos: Sal para hielo; sal industrial; y por último hacer sal de mesa con una marca para insertar en el mercado. Como resultante de estas tres variables, se desprendía un producto más, como es el cloro. El proyecto parecía imparable ya que se sumaba la Ley de Promoción Industrial en vigencia. El proyecto cumplió con todos los requerimientos de Minería y el propio gobernador Peralta firmó la carta de intención. En abril de 2012 se firmó un acuerdo con Fomicruz y se entregó el paquete accionario. Sin embargo, una orden expresa del ejecutivo provincial frenó toda posibilidad al no prestar la firma final para dar marcha al proyecto. Al mismo tiempo se cerró toda la negociación por un tema político. En consecuencia, firma gastó mucho dinero en perforación y estudios. La burocracia peronista de estos años impidió que se exploten 48 millones de toneladas de sal con una posibilidad de explotación de todo el año y la posibilidad de reactivar el puerto de Deseado.
Una visita en mayo de 2011 confirmó que aun prevalece gran parte de los terraplenes construidos casi totalmente de arena y redondeadas por el transcurso de los años. Parte de los durmientes ferroviarios de acero prevalece, aunque muy oxidados y, en algunos casos, nada más que fragmentos. Por último, del material rodante solo sobrevive un vagón volcador intacto y algunos restos de otros diseminados por el lugar.
En 2013 lo que fue el poblado vivió una pequeña refundación cuando se constituyó en la base el Club Cabo Blanco Pesca y Rugby Club, una iniciativa para recordar a los antiguos habitantes del lugar y soñar con el regreso de los descendientes. El acta constitutiva fue escrita a mano en el libro de visitas del faro y establece como rito, antes de los partidos: “guardar un minuto de silencio en memoria de los viejos pobladores y en honor de las almas que fueron enterradas en el cementerio de Cabo Blanco”. La cancha está justo al lado del faro. En junio de 2014, estudiantes de la Universidad Católica Argentina trabajaron en el lugar en el marco del Programa Patagónico de la UCA, realizando tareas de limpieza y reconstrucción de la antigua casa de correos. También instalaron un molino eólico. En el lugar existen dos edificaciones que estaban totalmente dañadas por vandalismos y pudieron ser restauradas.

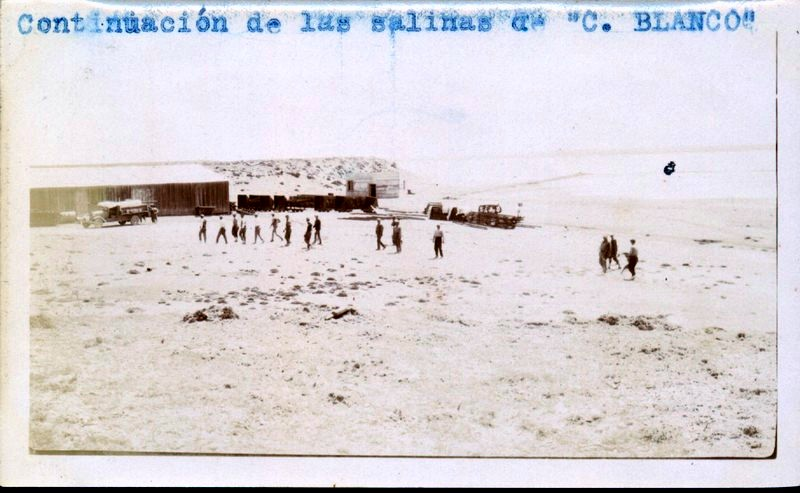
. Los galpones pertenecían a la Empresa Grande Salinas.

En 2021 un empresario que explota el sistema de Salinas Makenke en Puerto San Julián afirmó su intención de querer explotar la salina de Cabo Blanco. Su potencial se estima entre 30 y 70 metros de sal, lo cual es una cantidad inmensa por lo que se necesitaría un trabajo en tipo minería, contrario a la modalidad de raspado.

## Cabo Blanco en la literatura
La obra más completa (y quizás la única) sobre la historia de Cabo Blanco es el libro "Cabo Blanco: historia de un pueblo desaparecido" de Carlos Santos.
Además, Cabo Blanco es uno de los escenarios principales de la novela de ficción  perteneciente a Cristian Perfumo: "Dónde enterré a Fabiana Orquera"
En la novela de Julio Verne: "Veinte mil leguas de viaje submarino" es a la altura de Cabo Blanco, a bordo de la fragata Abraham Lincoln, donde Ned Land conversa con el profesor Pierre Aronmax de su teoría sobre lo que estaba ocurriendo en el mar. Narrada en el capítulo IV de la primera parte.
El faro siempre fue es símbolo de confín, al punto que aparece bajo el compás de un capitán aventurero en la película La ballena, sobre los hechos que inspiraron la novela Moby Dick.

## Clima

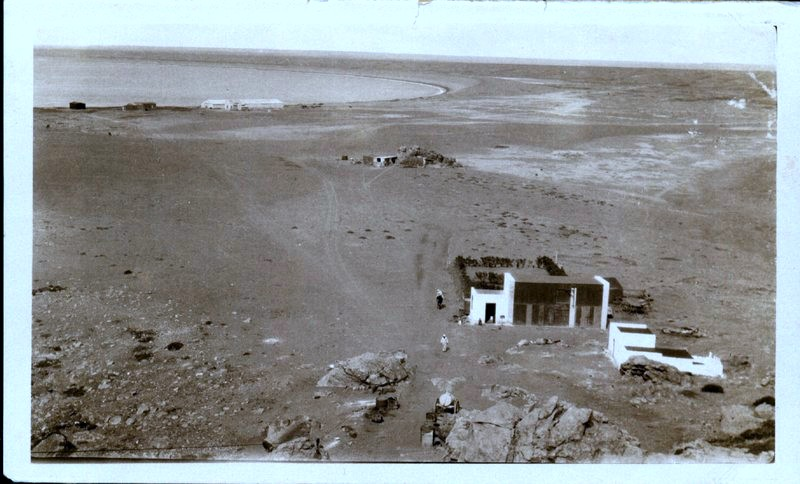
Fotografía tomada desde el faro de Cabo Blanco que muestra los primeros pobladores con sus respectivos hogares.

| Parámetros climáticos promedio de Cabo Blanco (1951-1970) | Parámetros climáticos promedio de Cabo Blanco (1951-1970) | Parámetros climáticos promedio de Cabo Blanco (1951-1970) | Parámetros climáticos promedio de Cabo Blanco (1951-1970) | Parámetros climáticos promedio de Cabo Blanco (1951-1970) | Parámetros climáticos promedio de Cabo Blanco (1951-1970) | Parámetros climáticos promedio de Cabo Blanco (1951-1970) | Parámetros climáticos promedio de Cabo Blanco (1951-1970) | Parámetros climáticos promedio de Cabo Blanco (1951-1970) | Parámetros climáticos promedio de Cabo Blanco (1951-1970) | Parámetros climáticos promedio de Cabo Blanco (1951-1970) | Parámetros climáticos promedio de Cabo Blanco (1951-1970) | Parámetros climáticos promedio de Cabo Blanco (1951-1970) | Parámetros climáticos promedio de Cabo Blanco (1951-1970) |
| Mes                                                       | Ene.                                                      | Feb.                                                      | Mar.                                                      | Abr.                                                      | May.                                                      | Jun.                                                      | Jul.                                                      | Ago.                                                      | Sep.                                                      | Oct.                                                      | Nov.                                                      | Dic.                                                      | Anual                                                     |
| --------------------------------------------------------- | --------------------------------------------------------- | --------------------------------------------------------- | --------------------------------------------------------- | --------------------------------------------------------- | --------------------------------------------------------- | --------------------------------------------------------- | --------------------------------------------------------- | --------------------------------------------------------- | --------------------------------------------------------- | --------------------------------------------------------- | --------------------------------------------------------- | --------------------------------------------------------- | --------------------------------------------------------- |
| Temp. media (°C)                                          | 14.3                                                      | 13.7                                                      | 13.0                                                      | 10.2                                                      | 7.7                                                       | 5.1                                                       | 4.8                                                       | 5.3                                                       | 6.4                                                       | 8.6                                                       | 11.4                                                      | 12.9                                                      | 9.5                                                       |
| Precipitación total (mm)                                  | 10.0                                                      | 12.5                                                      | 13.5                                                      | 11.0                                                      | 16.5                                                      | 19.0                                                      | 16.0                                                      | 15.0                                                      | 10.5                                                      | 7.0                                                       | 8.5                                                       | 11.5                                                      | 151.0                                                     |
| Horas de sol                                              | 238.7                                                     | 223.2                                                     | 220.1                                                     | 180.0                                                     | 120.9                                                     | 105.0                                                     | 117.8                                                     | 130.2                                                     | 159.0                                                     | 220.1                                                     | 225.0                                                     | 251.1                                                     | 2191.1                                                    |
| Humedad relativa (%)                                      | 73.5                                                      | 72.0                                                      | 71.0                                                      | 74.5                                                      | 78.5                                                      | 79.5                                                      | 80.0                                                      | 78.5                                                      | 77.0                                                      | 74.5                                                      | 71.5                                                      | 68.5                                                      | 74.9                                                      |
| Fuente: Secretaria de Minería                             |                                                           |                                                           |                                                           |                                                           |                                                           |                                                           |                                                           |                                                           |                                                           |                                                           |                                                           |                                                           |                                                           |